# Koki Ishii
Koki Ishii (født 15. marts 1995) er en japansk fodboldspiller, som spiller for den japanske fodboldklub Gainare Tottori.